# Eupsophus altor
Eupsophus altor é uma espécie de anfíbio anuro da família Alsodidae. Está presente em Chile.